# 沖縄外国語学校
沖縄外国語学校（おきなわがいこくごがっこう）は、1946年9月に開設された翻訳官・通訳官養成機関である。
当初は沖縄文教学校の外語部として発足したが、後に分離し「沖縄外国語学校」になった。
「初等学校教官英語訓練科」「速成科」の2科が設けられ、修業期間はそれぞれは3か月と6か月であった。修了者には翻訳官・通訳官の認定書が付与された。1948年には本科が設けられ、名護にも分校が設立された。
1950年の琉球大学開学に伴い吸収された。

## 著名な出身者
- 大田昌秀 - 参議院議員、元沖縄県知事。